# Masters de Irlanda
El Masters de Irlanda fue un torneo profesional de snooker que se celebró en diferentes puntos de Irlanda entre 1975 y 2007, aunque solo fue de ranking entre 2003 y 2005. Ronnie O'Sullivan se llevó la edición de 2007, la última y ya de invitación, al imponerse 9-1 a Barry Hawkins en la final.

## Historia

### Ganadores
| Año                                                | Ganador           | Resultado                | Subcampeón        | Sede         | Referencias |
| -------------------------------------------------- | ----------------- | ------------------------ | ----------------- | ------------ | ----------- |
| Benson & Hedges Challenge Match (de invitación)    |                   |                          |                   |              |             |
| 1975                                               | John Spencer      | 9-7                      | Alex Higgins      | Dublín       | [ 1 ]       |
| Benson & Hedges Ireland Tournament (de invitación) |                   |                          |                   |              |             |
| 1976                                               | John Spencer      | 5-0                      | Alex Higgins      | Dublín       | [ 1 ]       |
| 1977                                               | Alex Higgins      | 5-3                      | Ray Reardon       | Leopardstown | [ 1 ]       |
| Masters de Irlanda (de invitación)                 |                   |                          |                   |              |             |
| 1978                                               | John Spencer      | 5-3                      | Doug Mountjoy     | Kill         | [ 3 ]       |
| 1979                                               | Doug Mountjoy     | 6-5                      | Ray Reardon       | Kill         | [ 3 ]       |
| 1980                                               | Terry Griffiths   | 9-8                      | Doug Mountjoy     | Kill         | [ 3 ]       |
| 1981                                               | Terry Griffiths   | 9-7                      | Ray Reardon       | Kill         | [ 3 ]       |
| 1982                                               | Terry Griffiths   | 9-5                      | Steve Davis       | Kill         | [ 3 ]       |
| 1983                                               | Steve Davis       | 9-2                      | Ray Reardon       | Kill         | [ 3 ]       |
| 1984                                               | Steve Davis       | 9-1                      | Terry Griffiths   | Kill         | [ 3 ]       |
| 1985                                               | Jimmy White       | 9-5                      | Alex Higgins      | Kill         | [ 3 ]       |
| 1986                                               | Jimmy White       | 9-5                      | Willie Thorne     | Kill         | [ 3 ]       |
| 1987                                               | Steve Davis       | 9-1                      | Willie Thorne     | Kill         | [ 3 ]       |
| 1988                                               | Steve Davis       | 9-4                      | Neal Foulds       | Kill         | [ 3 ]       |
| 1989                                               | Alex Higgins      | 9-8                      | Stephen Hendry    | Kill         | [ 3 ]       |
| 1990                                               | Steve Davis       | 9-4                      | Dennis Taylor     | Kill         | [ 3 ]       |
| 1991                                               | Steve Davis       | 9-5                      | John Parrott      | Kill         | [ 3 ]       |
| 1992                                               | Stephen Hendry    | 9-6                      | Ken Doherty       | Kill         | [ 3 ]       |
| 1993                                               | Steve Davis       | 9-4                      | Alan McManus      | Kill         | [ 3 ]       |
| 1994                                               | Steve Davis       | 9-8                      | Alan McManus      | Kill         | [ 3 ]       |
| 1995                                               | Peter Ebdon       | 9-8                      | Stephen Hendry    | Kill         | [ 3 ]       |
| 1996                                               | Darren Morgan     | 9-8                      | Steve Davis       | Kill         | [ 3 ]       |
| 1997                                               | Stephen Hendry    | 9-8                      | Darren Morgan     | Kill         | [ 3 ]       |
| 1998                                               | Ken Doherty       | Descalificado O'Sullivan | Ronnie O'Sullivan | Kill         | [ 3 ]       |
| 1999                                               | Stephen Hendry    | 9-8                      | Stephen Lee       | Kill         | [ 3 ]       |
| 2000                                               | John Higgins      | 9-4                      | Stephen Hendry    | Kill         | [ 3 ]       |
| 2001                                               | Ronnie O'Sullivan | 9-8                      | Stephen Hendry    | Saggart      | [ 3 ]       |
| 2002                                               | John Higgins      | 10-3                     | Peter Ebdon       | Saggart      | [ 3 ]       |
| Masters de Irlanda (de ranking)                    |                   |                          |                   |              |             |
| 2003                                               | Ronnie O'Sullivan | 10-9                     | John Higgins      | Saggart      | [ 3 ]       |
| 2004                                               | Peter Ebdon       | 10-7                     | Mark King         | Saggart      | [ 3 ]       |
| 2005                                               | Ronnie O'Sullivan | 10-8                     | Matthew Stevens   | Saggart      | [ 4 ]       |
| Masters de Irlanda (de invitación)                 |                   |                          |                   |              |             |
| 2007                                               | Ronnie O'Sullivan | 9-1                      | Barry Hawkins     | Kilkenny     | [ 2 ]       |